# Rifugio Remondino
Das Rifugio Franco Remondino (meist nur Rifugio Remondino) ist eine Schutzhütte der Sektion Cuneo des Club Alpino Italiano (CAI). Es liegt in den Seealpen in der italienischen Region Piemont auf dem Gemeindegebiet der Gemeinde Valdieri in der Provinz Cuneo auf einer Höhe von 2430 m s.l.m. Die Hütte ist in der Regel von Mitte Juni bis Mitte September geöffnet und verfügt über 52 Schlafplätze.

## Karte
- IGC-Karte 1:50.000, Blatt 8, Alpi Marittime e Liguri
- IGC-Karte 1:25.000, Blatt 113, Parco Naturale Alpi Marittime